# Brickyard 400
| Provas NASCAR - Monster Energy Cup 2019                               |
| Temporada Regular                                                     |
| --------------------------------------------------------------------- |
| Advance Auto Parts Clash (Daytona - Corrida de Exibição)              |
| Can-Am Duels (Daytona - Duelos Classificatórios para a Daytona 500)   |
| 1. Daytona 500 (Daytona)                                              |
| 2. Folds of Honor QuikTrip 500 (Atlanta)                              |
| 3. Pennzoil 400 (Las Vegas) (Las Vegas)                               |
| 4. TicketGuardian 500 (Phoenix)                                       |
| 5. Auto Club 400 (Auto Club)                                          |
| 6. STP 500 (Martinsville)                                             |
| 7. O'Reilly Auto Parts 500 (Texas)                                    |
| 8. Food City 500 (Bristol)                                            |
| 9. Toyota Owners 400 (Richmond)                                       |
| 10. GEICO 500 (Talladega)                                             |
| 11. AAA 400 Drive for Autism (Dover)                                  |
| 12. KC Masterpiece 400 (Kansas)                                       |
| Monster Energy Open (Charlotte - Repescagem para a Corrida do Milhão) |
| Monster Energy NASCAR All-Star Race (Charlotte - Corrida do Milhão)   |
| 13. Coca-Cola 600 (Charlotte)                                         |
| 14. Pocono 400 (Pocono)                                               |
| 15. FireKeepers Casino 400 (Michigan)                                 |
| 16. Toyota/Save Mart 350 (Sonoma)                                     |
| 17. Camping World 400 (Chicagoland)                                   |
| 18. Coke Zero 400 (Daytona 2)                                         |
| 19. Quaker State 400 (Kentucky)                                       |
| 20. Foxwoods Resort Casino 301 (New Hampshire)                        |
| 21. Gander Outdoors 400 (Pocono 2)                                    |
| 22. Go Bowling at The Glen (Watkins Glen)                             |
| 23. Consumers Energy 400 (Michigan 2)                                 |
| 24. Bass Pro Shops NRA Night Race (Bristol 2)                         |
| 25. Bojangles' Southern 500 (Darlington)                              |
| 26. Brickyard 400 (Indianápolis)                                      |
| Provas dos Playoffs                                                   |
| Round of 16                                                           |
| 27. South Point 400 (Las Vegas 2)                                     |
| 28. Federated Auto Parts 400 (Richmond 2)                             |
| 29. Bank of America Roval 400 (Charlotte - Roval)                     |
| Round of 12                                                           |
| 30. Gander Outdoors 400 (Dover 2)                                     |
| 31. 1000Bulbs.com 500 (Talladega 2)                                   |
| 32. Hollywood Casino 400 (Kansas 2)                                   |
| Round of 8                                                            |
| 33. First Data 500 (Martinsville 2)                                   |
| 34. AAA Texas 500 (Texas)                                             |
| 35. Can-Am 500 (Phoenix 2)                                            |
| Championship 4                                                        |
| 36. Ford EcoBoost 400 (Homestead-Miami)                               |
| Provas inativas/extintas                                              |
| Alamo 500 (1972-73)                                                   |
| Budweiser 400 (1970-81)                                               |
| Budweiser NASCAR 400 (1979-81)                                        |
| Carolina Dodge Dealers 400(1952, 1957-2004)                           |
| Coca-Cola 500 (Motegi) (1998)                                         |
| Coors 420 (1973-84)                                                   |
| First Union 400 (1951-85)                                             |
| ISM Connect 300 (1997-2017)                                           |
| Kobalt Tools 500 (1960-2010)                                          |
| Los Angeles Times 500 (1971-72, 1974-80)                              |
| Music City USA 420 (1973-80)                                          |
| Myers Brothers 200 (1962)                                             |
| Northern 300 (1958-59, 1967-72)                                       |
| Pepsi 420 (1958-84)                                                   |
| Pepsi Max 400 (2004-2010)                                             |
| Pop Secret Microwave Popcorn 400 (1965-2003)                          |
| Subway 400 (1966-2004)                                                |
| NASCAR Thunder 100 (1996-97)                                          |
| Tyson Holly Farms 400 (1949-96)                                       |
| Winston Western 500 (1958-87)                                         |

Brickyard 400, 400 Milhas de Brickyard ou 400 Milhas de Indianápolis são as nomenclaturas da prova anual realizada no oval de 2,5 milhas (4,0 km) no Indianapolis Motor Speedway pela Monster Energy NASCAR Cup Series. "Brickyard" significa "terreno dos tijolos" em termos práticos, que é o apelido do oval em referência a sua anterior superfície coberta com tijolos.
As quatro curvas do oval tem uma curvatura de 9°12' (nove graus e doze minutos), consideravelmente menos do que ovais como o Brooklands, Circuito de Monza e Daytona; possui um comprimento de 0,25 milhas (402 metros). A reta principal e a reta oposta (retas longas) medem 0,625 milhas (1.006 metros) e duas retas curtas que medem 0,125 milha (201 metros), totalizando 2,5 milhas (4,024 metros).
A edição inaugural foi diferente da corrida das 500 Milhas de Indianápolis realizada lá desde 1911. Para receber os stock cars, muito mais pesados do que o habituais monopostos, os muros foram substituídos. Além disso, a área de escape foi expandida e construiu uma rota paralela de aquecimento para o circuito oval. Em sua primeira corrida, em 1994, o Brickyard 400 tornou-se um dos eventos mais assistidos da NASCAR, puxando uma multidão (esforços promocionais foram feitos para isto) estimada em mais de 250.000 espectadores em 1994. E tornou-se também segunda maior premiação da NASCAR, perdendo apenas para o Daytona 500. Até 2006, as 400 milhas de Brickyard ocorriam no final de julho. A corrida mudou-se no início de agosto para a edição de 2007.
A Brickyard 400 faz parte de um conjunto de corridas dentro de um calendário reforçado, desde a sua edição inaugural até 2011, a NASCAR Xfinity Series e a NASCAR Camping World Truck Series competiam dias antes a corrida das 400 milhas de Brickyard na vizinho oval curto Indianapolis Raceway Park. Em 2012, a NASCAR Xfinity Series passou a competir no Indianapolis Motor Speedway e a Truck Series abandonou Indianápolis. No agregado corriam no Super Fim de Semana no Brickyard (Super Weekend at the Brickyard) as respectivas categorias: a Monster Energy NASCAR Cup Series, a Xfinity Series, a NASCAR Truck Series e o United SportsCar Championship. As corridas de stock car são no circuito oval, enquanto os eventos de carros esportivo são conduzidos no formato de circuito misto do autódromo. 
A partir de 2018, a Brickyard 400 passou a ser a prova que encerra a temporada regular da Monster Energy NASCAR Cup Series, última prova antes do início dos Playoffs. Isso foi feito para dar um ânimo a mais para a etapa, que muitas vezes eram consideradas 'sem graça' por parte dos espectadores (Se comparado às 500 Milhas de Indianápolis).
Jeff Gordon foi o vencedor da edição inaugural em 1994, em 6 de agosto de 1994 - com 3 horas, 1 minuto, 51 centésimos; com média horária de 131,932 milhas por hora (212,324 km/h) - é o piloto com mais vitórias nas 400 milhas de Brickyard com cinco vitórias, enquanto Jimmie Johnson ganhou quatro vezes. Por sua parte, Dale Jarrett e Tony Stewart ganharam duas vezes cada um.
Os nomes dos vencedores do Brickyard 400 estão inscritos sobre o PPG Trophy, que está permanentemente alojado no Indianapolis Motor Speedway Hall of Fame Museum. Jeff Gordon é o piloto de maior sucesso na história da corrida, com um recorde de cinco vitórias e três poles. Hendrick Motorsports tem sido a equipe mais bem sucedida com nove vitórias e cinco poles, até a data de 2015.

## Galeria de imagens

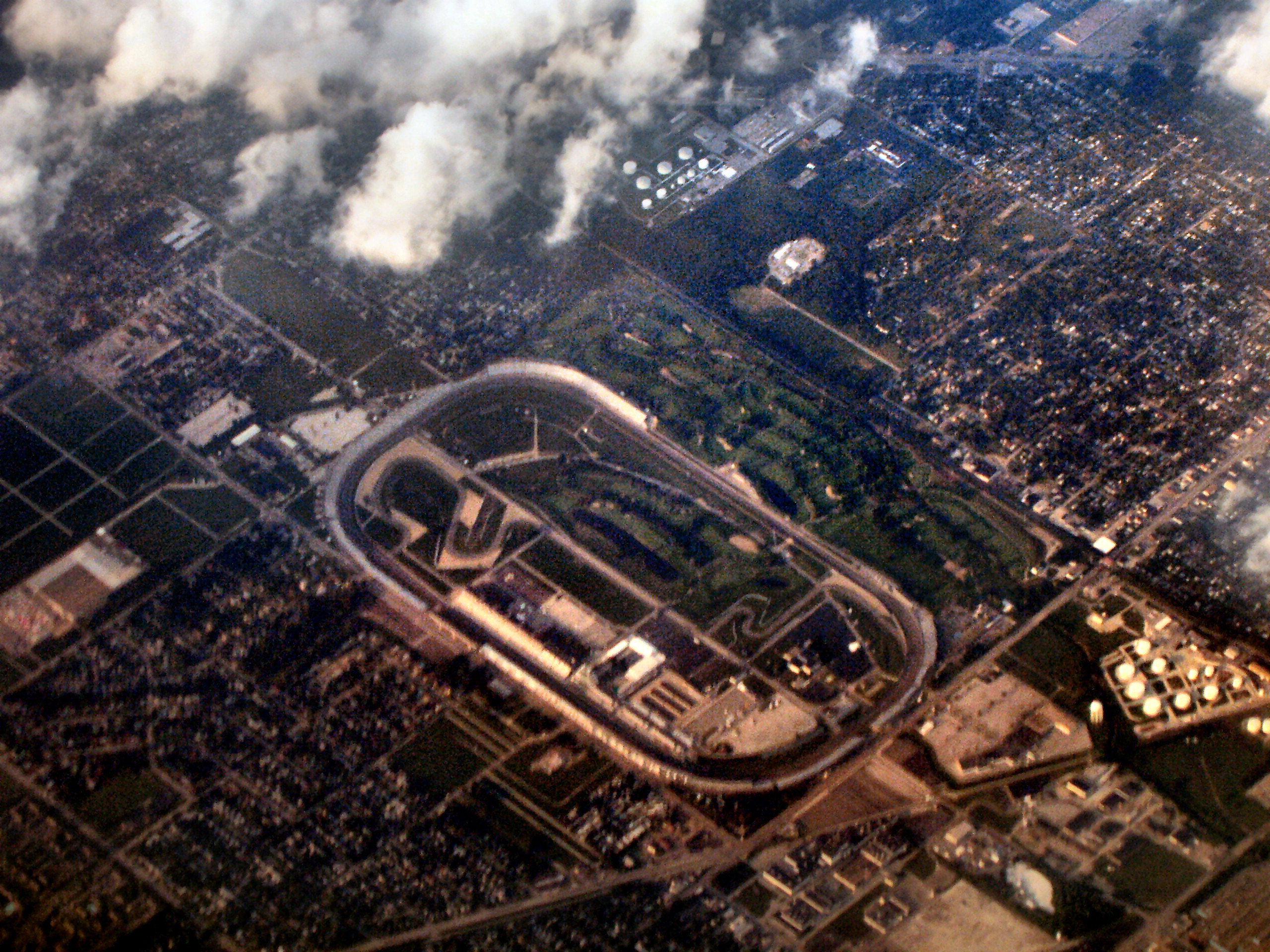
Imagem aérea do Indianapolis Motor Speedway, nome oficial do circuito oval de Indianápolis
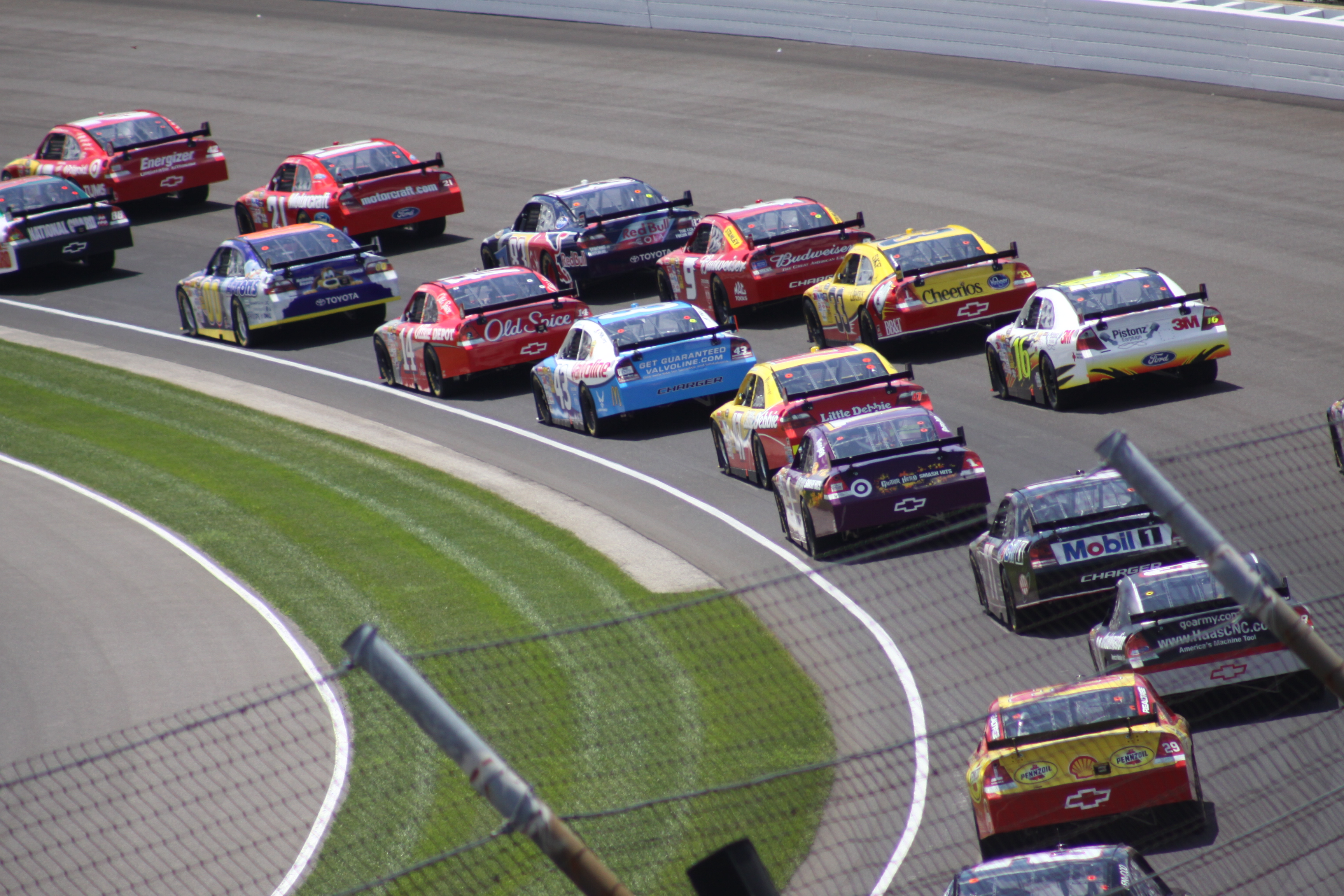
Os stock car da NASCAR nas 400 Milhas de Brickyard(Brickyard 400) de 2009
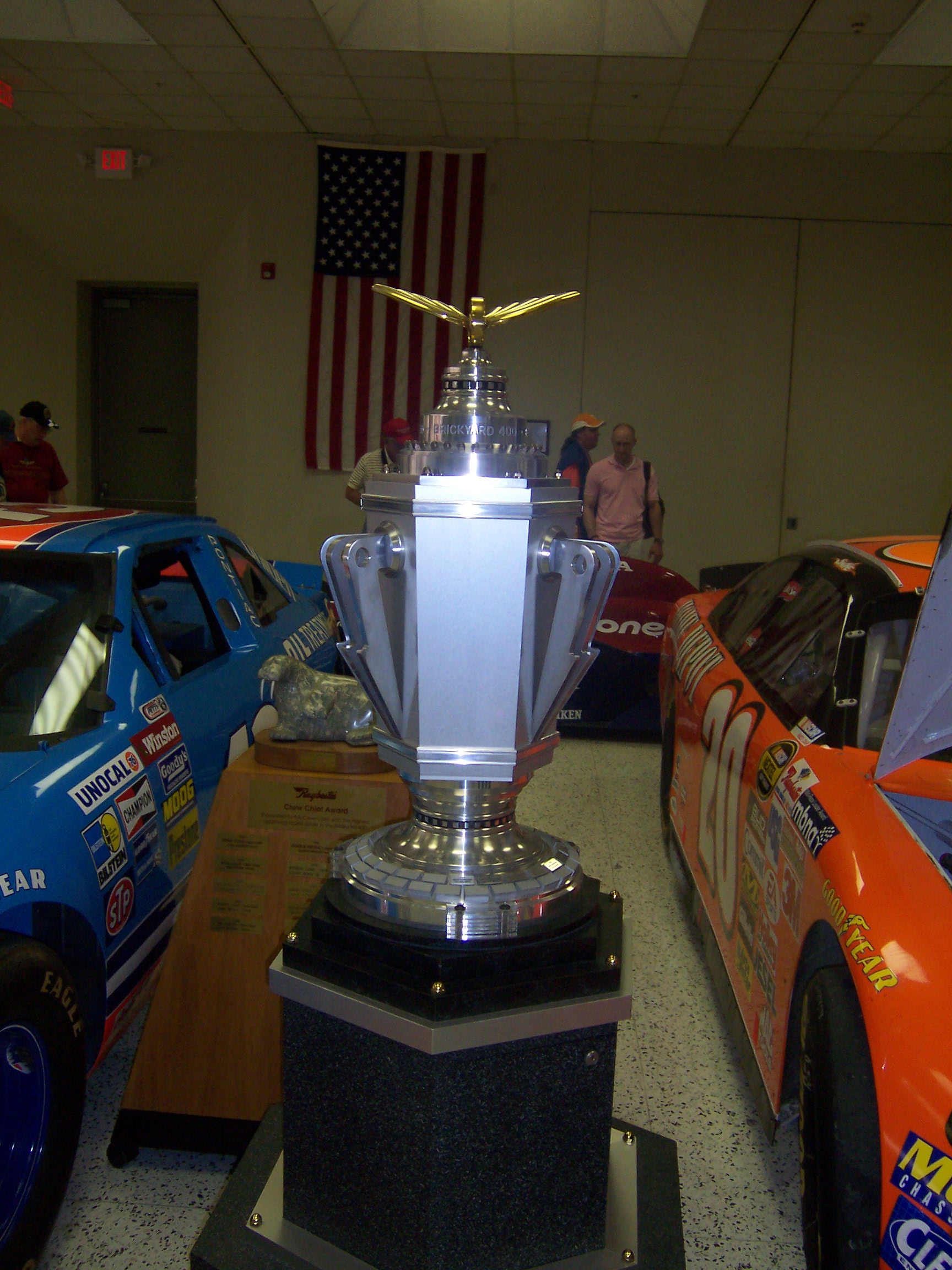
O vencedor das 400 Milhas de Brickyard(Brickyard 400) é premiado com o Troféu PPG no círculo da vitória
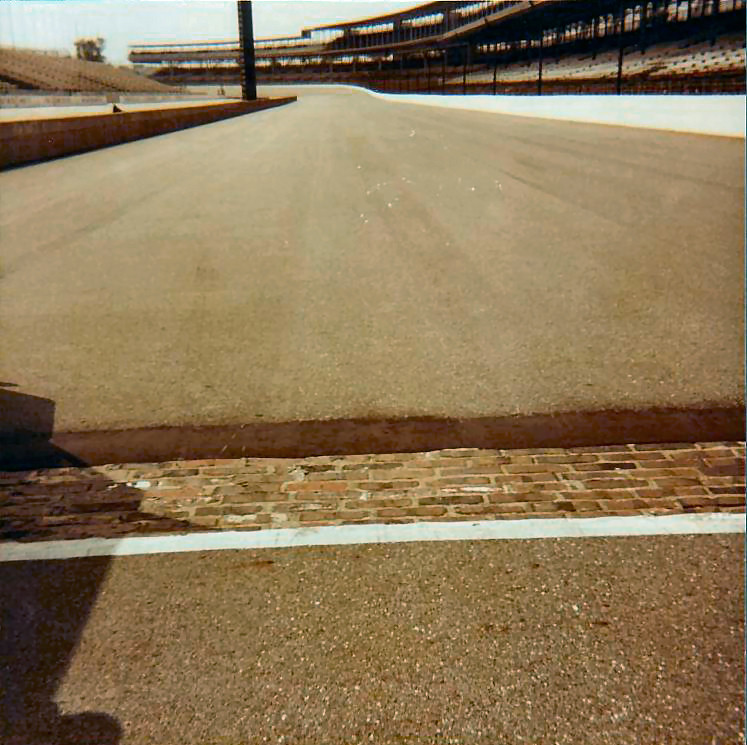
A linha de chegada do circuito oval, com a mítica faixa de tijolos, que faz jus ao apelido de The Brickyard - terreno dos tijolos

## Vencedores
| Ano  | Piloto          | Marca     | Equipe                       |
| ---- | --------------- | --------- | ---------------------------- |
| 1994 | Jeff Gordon     | Chevrolet | Hendrick Motorsports         |
| 1995 | Dale Earnhardt  | Chevrolet | Richard Childress Racing     |
| 1996 | Dale Jarrett    | Ford      | Robert Yates Racing          |
| 1997 | Ricky Rudd      | Ford      | Rudd Performance Motorsports |
| 1998 | Jeff Gordon     | Chevrolet | Hendrick Motorsports         |
| 1999 | Dale Jarrett    | Ford      | Robert Yates Racing          |
| 2000 | Bobby Labonte   | Pontiac   | Joe Gibbs Motorsports        |
| 2001 | Jeff Gordon     | Chevrolet | Hendrick Motorsports         |
| 2002 | Bill Elliott    | Dodge     | Evernham Motorsports         |
| 2003 | Kevin Harvick   | Chevrolet | Richard Childress Racing     |
| 2004 | Jeff Gordon     | Chevrolet | Hendrick Motorsports         |
| 2005 | Tony Stewart    | Chevrolet | Joe Gibbs Racing             |
| 2006 | Jimmie Johnson  | Chevrolet | Hendrick Motorsports         |
| 2007 | Tony Stewart    | Chevrolet | Joe Gibbs Racing             |
| 2008 | Jimmie Johnson  | Chevrolet | Hendrick Motorsports         |
| 2009 | Jimmie Johnson  | Chevrolet | Hendrick Motorsports         |
| 2010 | Jamie McMurray  | Chevrolet | Earnhardt Ganassi Racing     |
| 2011 | Paul Menard     | Chevrolet | Richard Childress Racing     |
| 2012 | Jimmie Johnson  | Chevrolet | Hendrick Motorsports         |
| 2013 | Ryan Newman     | Chevrolet | Stewart-Haas Racing          |
| 2014 | Jeff Gordon     | Chevrolet | Hendrick Motorsports         |
| 2015 | Kyle Busch      | Toyota    | Joe Gibbs Racing             |
| 2016 | Kyle Busch      | Toyota    | Joe Gibbs Racing             |
| 2017 | Kasey Kahne     | Chevrolet | Hendrick Motorsports         |
| 2018 | Brad Keselowski | Ford      | Team Penske                  |
| 2019 |                 |           |                              |
| 2020 |                 |           |                              |

## Pilotos múltiplas vezes vencedores
| Vitórias | Piloto         | Anos Vencidos                |
| -------- | -------------- | ---------------------------- |
| 5        | Jeff Gordon    | 1994, 1998, 2001, 2004, 2014 |
| 4        | Jimmie Johnson | 2006, 2008, 2009, 2012       |
| 2        | Dale Jarrett   | 1996, 1999                   |
| 2        | Tony Stewart   | 2005, 2007                   |
| 2        | Kyle Busch     | 2015, 2016                   |

## Equipes múltiplas vezes vencedoras
| Vitórias | Equipe                   | Anos Vencidos                                              |
| -------- | ------------------------ | ---------------------------------------------------------- |
| 10       | Hendrick Motorsports     | 1994, 1998, 2001, 2004, 2006, 2008, 2009, 2012, 2014, 2017 |
| 5        | Joe Gibbs Racing         | 2000, 2005, 2007, 2015, 2016                               |
| 3        | Richard Childress Racing | 1995, 2003, 2011                                           |
| 2        | Robert Yates Racing      | 1996, 1999                                                 |

## Vitórias das marcas/montadoras
| Vitórias | Marca     | Anos vencidos                                                                                        |
| -------- | --------- | --- |
| 17       | Chevrolet | 1994, 1995, 1998, 2001, 2003, 2004, 2005, 2006, 2007, 2008, 2009, 2010, 2011, 2012, 2013, 2014, 2017 |
| 4        | Ford      | 1996, 1997, 1999, 2018                                                                               |
| 2        | Toyota    | 2015, 2016                                                                                           |
| 1        | Pontiac   | 2000                                                                                                 |
| 1        | Dodge     | 2002                                                                                                 |

## Registros da NASCAR Cup Series
(A partir de 27/07/14)
| Maior número de vitórias        | 5    | Jeff Gordon        |
| A maioria dos Top 5             | 12   | Jeff Gordon        |
| A maioria dos Top 10            | 17   | Jeff Gordon        |
| Largada                         | 22   | Jeff Gordon        |
| Poles                           | 3    | Jeff Gordon        |
| A maioria das voltas concluídas | 3239 | Jeff Gordon        |
| Maioria das voltas lideradas    | 528  | Jeff Gordon        |
| Largada média*                  | 6.6  | Juan Pablo Montoya |
| Chegada média*                  | 8.4  | Jeff Gordon        |

## Recordes da classificação, da volta, e da corrida no evento
| Tipo                                                    | Distância            | Data                | Piloto        | Tempo       | Velocidade/Média horária               |
| ------------------------------------------------------- | -------------------- | ------------------- | ------------- | ----------- | -------------------------------------- |
| Classificação (1 volta)                                 | 2,5 milhas (4,0 km)  | 26 de julho de 2014 | Kevin Harvick | 0:00:47.647 | 188,889 milhas por hora (303,987 km/h) |
| Corrida (1 volta)                                       | 2,5 milhas (4,0 km)  | 7 de agosto de 2005 | Tony Stewart  | 0:00:50.099 | 179,641 milhas por hora (289,104 km/h) |
| Corrida (160 voltas) *                                  | 400 milhas (640 km)* | 5 de agosto de 2000 | Bobby Labonte | 2:33:55.979 | 155,912 milhas por hora (250,916 km/h) |
| * As corridas de 2004, 2015 e 2016 tiveram prorrogação. |                      |                     |               |             |                                        |

## As 500 Milhas de Daytona e as 400 Milhas de Brickyard
Três pilotos ganharam o Daytona 500 e o Brickyard 400 na mesma temporada:
| Temporada da NASCAR | Piloto         |
| ------------------- | -------------- |
| 1996                | Dale Jarrett   |
| 2006                | Jimmie Johnson |
| 2010                | Jamie McMurray |

Cinco outros pilotos (Jeff Gordon, Dale Earnhardt, Bill Elliott, Kevin Harvick e Ryan Newman) ganharam o Daytona 500 e Brickyard 400 em suas respectivas carreiras, embora não na mesma temporada.

## Brickyard 400 e NASCAR Cup Series
No período de 1994-2018, o vencedor do Brickyard 400 também foi o campeão da NASCAR Cup Series em 9 temporadas das 25 temporadas que a NASCAR corre em Indianápolis.
| Vencedor da temporada da NASCAR | Piloto         |
| ------------------------------- | -------------- |
| 1998                            | Jeff Gordon    |
| 1999                            | Dale Jarrett   |
| 2000                            | Bobby Labonte  |
| 2001                            | Jeff Gordon    |
| 2005                            | Tony Stewart   |
| 2006                            | Jimmie Johnson |
| 2008                            | Jimmie Johnson |
| 2009                            | Jimmie Johnson |
| 2015                            | Kyle Busch     |

## 400 Milhas de Brickyard e 500 Milhas de Indianápolis
Até 2014, um total de 18 pilotos competiram na Brickyard 400 e 500 milhas de Indianápolis. Um adicional de doze pilotos tentaram se classificar para as duas, mas não conseguiram se classificar em um ou outro ou ambas as corridas. Juan Pablo Montoya e Jacques Villeneuve são os únicos dois pilotos a disputarem a Indy 500, Brickyard 400 e o campeonato mundial de Fórmula 1 (incluindo o Grande Prêmio dos Estados Unidos). Montoya detém o melhor resultado entre as duas corridas, com duas vitórias na Indy 500 e um segundo lugar nas 400 milhas de Brickyard. Larry Foyt foi o primeiro piloto a competir em cada uma das corridas após ter competido nas 400 milhas de Brickyard; todos os outros pilotos exceto A. J. Allmendinger e Kurt Busch tinham competido na Indy 500 priorizando a corrida na Brickyard 400.
Juan Pablo Montoya também tem competido nas 500 Milhas de Indianápolis e no Grande Prêmio de Indianápolis (IndyCar).
Os nomes dos pilotos que correram em ambos os eventos no mesmo ano estão em negrito.
- A. J. Foyt
- Danny Sullivan
- Geoff Brabham
- John Andretti
- Tony Stewart
- Juan Pablo Montoya
- Jacques Villeneuve
- Scott Pruett
- Sam Hornish, Jr.
- Jason Leffler
- Robby Gordon
- Larry Foyt
- J. J. Yeley
- Max Papis
- Patrick Carpentier
- A.J. Allmendinger
- Danica Patrick
- Kurt Busch

Não conseguiu se classificar
- Correu na Indy 500, mas não conseguiu se classificar para o Brickyard 400: Gary Bettenhausen, Pancho Carter, Stan Fox, Andy Hillenburg, Davy Jones, P. J. Jones, Christian Fittipaldi.
- Correu na Brickyard 400, mas não se classificou para a Indy 500: Casey Mears, Ken Schrader, Scott Speed.
- Não se classificaram na Indy 500 e na Brickyard 400: Charlie Glotzbach, Stanton Barrett.